# Papa Schultz
Pour les articles homonymes, voir Schultz.
Papa Schultz ou Stalag 13 (Hogan's Heroes) est une série télévisée américaine en 168 épisodes de 25 minutes, créée par Bernard Fein et Albert S. Ruddy. Elle a été diffusée du 17 septembre 1965 au 4 avril 1971 sur le réseau CBS.
En France, la série a été diffusée à partir du 29 juin 1987 sur Canal+ sous le titre Stalag 13, ainsi que dès 1986 sur RTL Télévision puis RTL TV, entre Stalag 13 et Papa Schultz, et en Belgique dès 1987 sur RTL-TVI.
Cette série raconte les aventures loufoques de prisonniers alliés détenus au stalag 13 pendant la Seconde Guerre mondiale, qui agissent en toute liberté.

## Synopsis
Le colonel Hogan et ses hommes (les sergents américains Kinchloe et Carter, le caporal anglais Newkirk et le caporal français LeBeau) sont des "prisonniers de guerre alliés", détenus dans un camp de la Luftwaffe pendant la Seconde Guerre mondiale. Des prisonniers un peu spéciaux : leur stalag est une base secrète d'opérations comportant un réseau de tunnels qui leur permettent de sortir discrètement du camp pour espionner, pour faire sauter des usines et des dépôts d'armes allemands, ainsi que pour sauver des aviateurs alliés tombés en territoire allemand et les faire passer en Angleterre. Il leur faut passer entre les mailles du filet de la Gestapo et maintenir l'illusion que personne ne s'est jamais évadé du stalag 13.

## Particularités
Cette série est une parodie dont plusieurs acteurs ont connu l'enfer des camps de concentration (Robert Clary) ou ont fui l'Allemagne nazie avant qu'il ne soit trop tard (John Banner, Werner Klemperer, fils du chef d'orchestre Otto Klemperer qui a fui les persécutions nazies).
La série a été tournée dans les studios Forty Acres de Culver City, en Californie.

## Distribution
- Bob Crane (VF : Patrick Floersheim) : colonel Robert E. Hogan
- John Banner (VF : Philippe Dumat) : sergent Hans Schultz
- Robert Clary (VF : Michel Muller) : caporal Louis LeBeau
- Richard Dawson (VF : Yves-Marie Maurin puis Michel Mella) : caporal Peter Newkirk
- Ivan Dixon (VF : Serge Sauvion puis Régis Ivanov) : sergent James « Kinch » Kinchloe (1965-1970)
- Larry Hovis (VF : Edgar Givry) : sergent Andrew Carter (lieutenant dans le premier épisode)
- Werner Klemperer (VF : Albert Augier) : colonel Wilhelm Klink
- Kenneth Washington (VF : Pascal Renwick) : sergent Richard Baker (1970-1971)
- Leon Askin (VF : Paul Mercey, Jacques Marin puis Roger Lumont) : général Burkhalter
- Howard Caine (VF : Henri Labussière puis Roger Lumont) : major Wolfgang Hochstetter (à partir de la saison 2)
- Walter Janowitz (de) : Oscar Schnitzer (12 épisodes sauf saison 5)
- Bernard Fox (VF : Roger Carel) : colonel Crittendon (10 épisodes sauf saison 2)
- Cynthia Lynn (VF : Sophie Réal) : Helga, la secrétaire de Klink (1965-1966, saison 1)
- Sigrid Valdis (VF : Sophie Réal (1re partie de la saison 2) puis Odile Schmitt (2e partie de la saison 2 à 6)) : Hilda, la (nouvelle) secrétaire de Klink (1966-1971)
- Anne Rogers (VF : Catherine Lafond) : Lady Leslie Chitterly
- Kathleen Freeman (VF : Francette Vernillat puis Monique Thierry) : Gertrude Linkmeyer (1x30, 3x06, 4x19, 5x5 et 6x21)
- Jon Cedar : caporal Karl Langenscheidt (14 épisodes sauf saison 3)
- Nita Talbot : Marya la Russe blanche (7 épisodes)
- Arlene Martel : résistante allemande le Tigre (5 épisodes)

 Source et légende : version française (VF) sur RS Doublage

## Personnages

### Alliés
Colonel Hogan

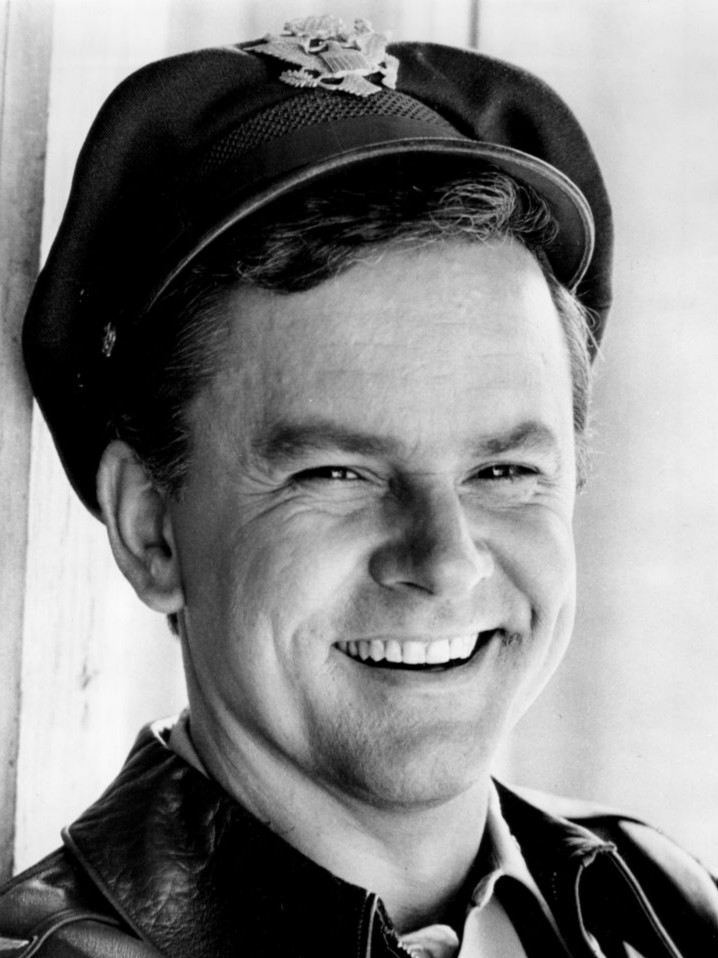
Bob Crane dans le du colonel Hogan.

Le colonel Robert E. Hogan de l'armée de l'air des États-Unis, matricule no 0876717, officier responsable des prisonniers, est le leader du groupe. Il est né à Bridgeport (Connecticut) et a vécu près de Cleveland (Ohio). Il a été abattu, lors d'un raid sur Hambourg, au cours d'une opération de la Luftwaffe orchestrée par le colonel Biedenbender, ce qui lui valut le grade de général (bien que Hogan ruine sa carrière en bombardant une raffinerie allemande avec son propre bombardier dans Bon voyage, général (Saison 2, épisode 1)). Le personnage a été nommé par Bernard Fein créateur de la série d'après son ami Robert J. Hogan, qui est apparu dans deux épisodes. Son nom de code dans le réseau est « Gaudriole ».
Dans l'épisode D'une pierre deux coups (Saison 3, épisode 17), il est révélé par le major Hochstetter de la Gestapo que le colonel Hogan était le commandant du 504e groupe de bombardiers qui avait été affecté au « projet Manhattan ». Dans la réalité, la 504e de bombardiers était affectée aux opérations de la guerre du Pacifique en 1944 et n'a jamais été envoyée en Europe, tandis que ce fut la 509e unité qui fut chargée de larguer la bombe atomique (créée dans le cadre du « projet Manhattan ») sur le Japon, en août 1945.
Sergent Kinch
Le sergent James « Kinch » Kinchloe est principalement responsable des communications (radio, télégraphe et autres formes de communications électroniques). Dans le pilote de la série, Kinchloe est présenté comme le chef d'état-major d'Hogan. En plus de son expertise en communications, on l'observe parler couramment le français avec LeBeau (sauf dans la VF). Ce fut un grand pas pour une série télé des années 1960 d'avoir un acteur noir identifié de telle manière. Dans l'épisode suivant, quand il semble que le colonel Crittendon allait être le nouvel officier responsable des prisonniers, Hogan présente Kinchloe comme chef des opérations. C'est également un talentueux imitateur ; Kinchloe imite facilement les officiers allemands s'exprimant à la radio ou par téléphone. Quand Hogan avait besoin d'une empreinte strictement audio d'Adolf Hitler, les hommes ont généralement admis que Kinchloe était un meilleur choix au détriment du sergent Carter.
Kinch a vécu à Détroit où il a travaillé pour une compagnie de téléphone. Dans un épisode, il mentionne qu'avant la guerre, il a combattu en boxe pour les Gants d'Or.
En tant que Noir en Allemagne, durant la guerre, la capacité de Kinchloe à participer à certaines opérations d'infiltration en dehors du camp est limitée. Dans une mission où les protagonistes sortaient d'Allemagne, Kinchloe joue le rôle d'un portier dans une discothèque parisienne afin de se rapprocher de la propriétaire. Il s'est également fait passer pour un prince africain (joué aussi par Ivan Dixon).
Après le départ de Dixon du show à la fin de la cinquième saison, les producteurs ont remplacé son personnage par un autre homme noir, le sergent Baker (Kenneth Washington). Les tâches confiées au sergent Baker sont identiques à celles du sergent d'état-major Kinchloe. Toutefois, Newkirk a été élevé au rôle de chef des opérations. Les détails de départ de Kinch n'ont jamais été expliqués. À l'instar de Kinchloe, la couleur de peau de Baker limite sa participation aux opérations à l'extérieur du camp, mais il est en mesure d'aider le groupe sur les missions de sabotage, tout en gérant les communications.
Sergent Carter
Le sergent technique américain Andrew J. Carter (lieutenant dans l'épisode pilote) est chargé des munitions et de la fabrication de bombes. Il montre aussi des talents de chimiste et peut produire des formules selon les besoins. Carter est souvent appelé à usurper l'identité d'officiers allemands, y compris Adolf Hitler ! C'est ainsi qu'incarnant Hitler, Carter répond à un groupe d'officiers allemands en remplaçant « Heil Hitler » par « Heil moi-même ». Bien que brillant et enthousiaste dans ses spécialités, Carter montre souvent un manque de bon sens exagéré. Il a auparavant travaillé dans une pharmacie à Muncie (Indiana) ; dans un épisode, il se vante d'avoir gagné un concours de bonhomme de neige à Bullfrog (Dakota du Nord). Ses distinctions comprennent la Silver Star, la Bronze Star, la Purple Heart, la Commendation Medal et la médaille de bonne conduite. Carter a des origines amérindiennes ; son nom sioux est Petit daim agile qui traverse la grande forêt. Hovis, qui était marié, a refusé de retirer son alliance pendant le tournage. Ainsi, Carter porte généralement des gants ; quand ce n'est pas le cas, sa main gauche est rarement visible à l'écran.
Caporal LeBeau

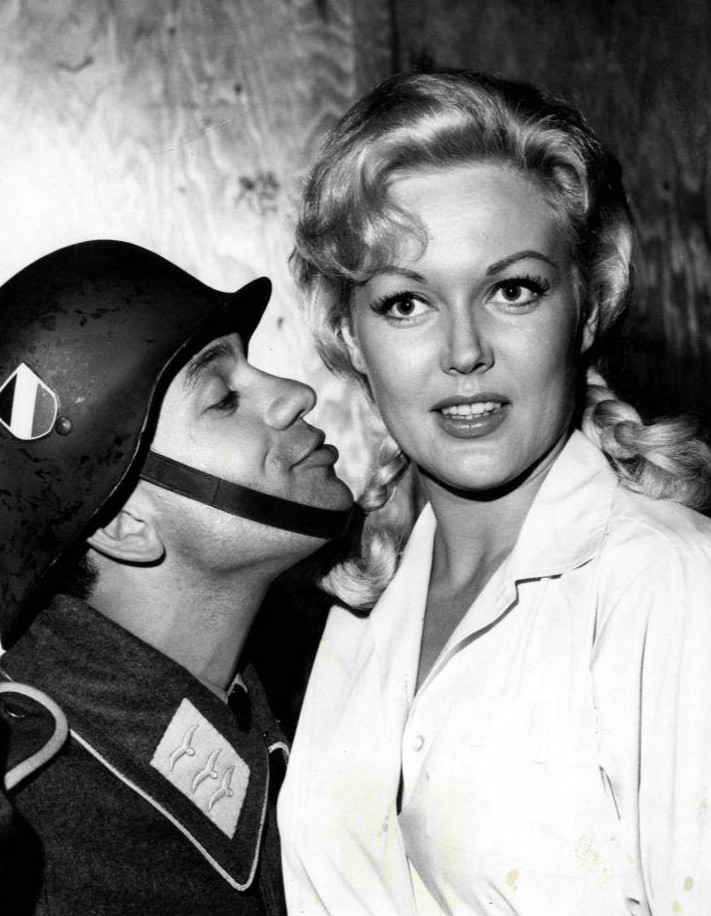
Robert Clary dans le rôle du caporal LeBeau, avec
Cynthia Lynn jouant Helga.

Le caporal Louis LeBeau, de l'armée de l'air française, matricule no 19176546, est chef cuisinier. Il est régulièrement mis à contribution pour préparer les festins des invités du colonel Klink, soit afin d'obtenir des avantages pour les prisonniers, soit pour faire diversion dans des opérations diverses. Il fait preuve d'un patriotisme exacerbé, qualifiant souvent les nazis de « porcs ». LeBeau est aussi un maître des opérations secrètes et a réussi à apprivoiser les chiens de garde du camp ; en conséquence, il est capable d'entrer dans leur chenil, par une entrée secrète située dans une niche, sans que les chiens ne donnent l'alarme (le générique d'ouverture le montre dans le passage secret sous la niche avec un chien à côté de lui). Il a le don de se cacher dans les espaces les plus exigus, comme le coffre-fort du colonel Klink ou des caisses. LeBeau corrompt régulièrement Schultz avec des denrées alimentaires, en particulier des strudels. Il est fréquemment qualifié de « cloporte » par Klink. Il est très habile au tir (saison 3) et sait conduire divers véhicules (y compris des tanks ou des trains à vapeur). Dans les deux premières saisons, LeBeau confectionne des uniformes et des costumes, tâche qui sera par la suite de plus en plus dévolue à Newkirk. Dans l'épisode Yvette de Paris (Saison 5, épisode 19), il est même suggéré que LeBeau ne sait pas coudre, mais il est présenté comme le créateur de la robe que Newkirk assemble. Ultérieurement, il reprend du service à la couture, aux côtés de Newkirk. LeBeau souffre d'hémophobie (peur du sang) et il est rarement vu sans son écharpe.
Caporal Newkirk

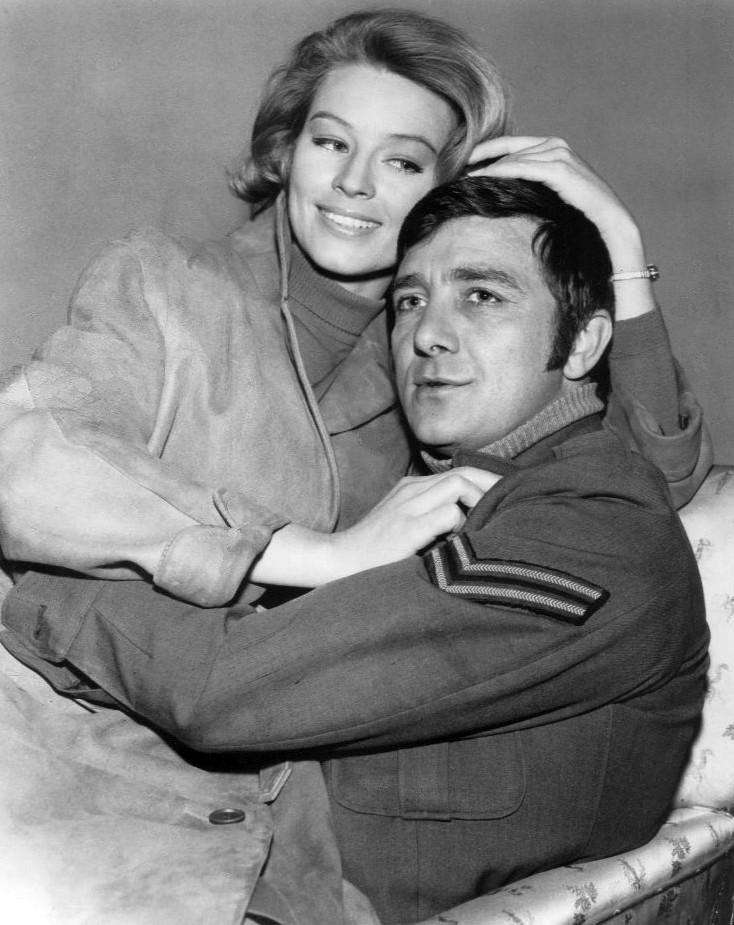
Richard Dawson dans le rôle du caporal Newkirk, aux côtés d'Ulla Stromstedt dans le rôle de Myra.

Le caporal Peter Newkirk, de la Royal Air Force, est l'escroc du groupe, tour à tour magicien, pickpocket, joueur de cartes, faussaire, bookmaker, perceur de coffres-forts et imitateur d'officiers allemands, voire de Winston Churchill ! À au moins deux reprises, Newkirk persuade également les femmes de tromper les Allemands et de soutenir la résistance. Newkirk est un tailleur qualifié, souvent appelé à faire ou à modifier des uniformes et autres déguisements. Il est également chargé d'aider à détourner l'attention des Allemands lors des actes de sabotage. Cette série a marqué la deuxième apparition de Dawson à la télévision américaine (il était déjà apparu dans un épisode de The Dick Van Dyke Show en 1963). 

Initialement, Dawson a auditionné pour le rôle de Hogan, mais le jury a estimé qu'il n'avait pas suffisamment l'accent américain pour ce rôle. Dans la version allemande, l'accent anglais prononcé de Newkirk a été remplacé par une simulation de bégaiement. Ses duos avec Carter, sa maladresse et son manque de sens commun ont souvent été utilisés pour créer un effet comique.
Colonel Crittendon

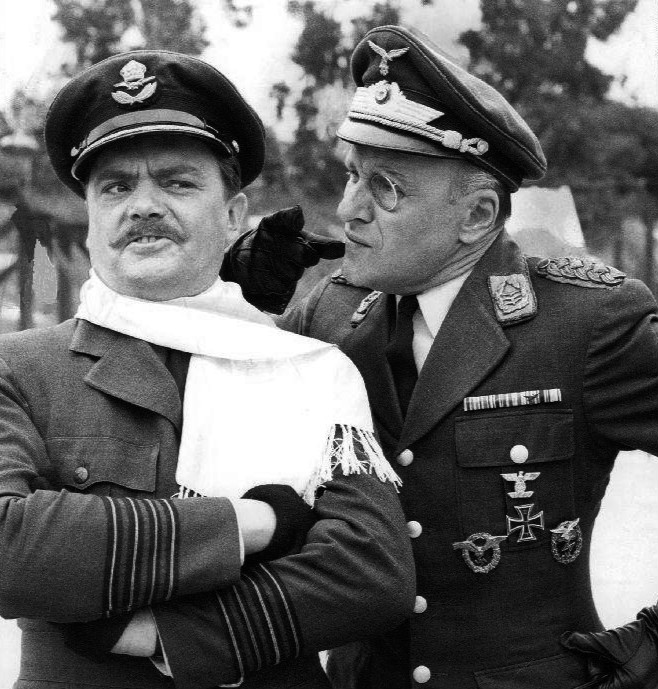
Bernard Fox en colonel Crittendon aux côtés de Werner Klemperer

Le colonel (Group Captain) Rodney Crittendon, DSO, CBE, MC & Bar, DFC et AFC, est un officier britannique de la Royal Air Force. Il est désespérément incompétent et croise à plusieurs reprises Hogan et son groupe. Crittendon estime que la seule mission d'un prisonnier de guerre est de s'échapper. Lors de son transfert du stalag 18 au stalag 13, Hogan demande à Crittendon ce qu'il ferait s'il apprenait que des prisonniers de guerre ont été impliqués dans des missions d'espionnage et de sabotage. Crittendon répond qu'il ferait un rapport aux autorités allemandes, ce qui l'écarte définitivement des activités des prisonniers du stalag 13. Dans un des premiers épisodes, Klink le fait venir d'un autre camp afin de lui confier l'encadrement des prisonniers de guerre à la place de Hogan, supposé attirer la malchance. Crittendon est connu pour ses multiples tentatives d'évasion, qui ont toutes échoué… Il est l'auteur du Plan Crittendon, qui consiste en la plantation de géraniums sur les côtés des pistes pour égayer le retour des pilotes britanniques. Il est à noter que la traduction de « group captain » en « colonel » est impropre, bien qu'un group captain ait rang de colonel d'aviation.
Major Bonacelli
Le major Bonacelli est un déserteur de l'armée italienne qui était l'ancien commandant d'un camp de prisonniers près de Cappezio. Il aide à deux reprises Hogan et ses hommes à obtenir des renseignements utiles, par dégoût des Allemands.

### Allemands
Colonel Klink

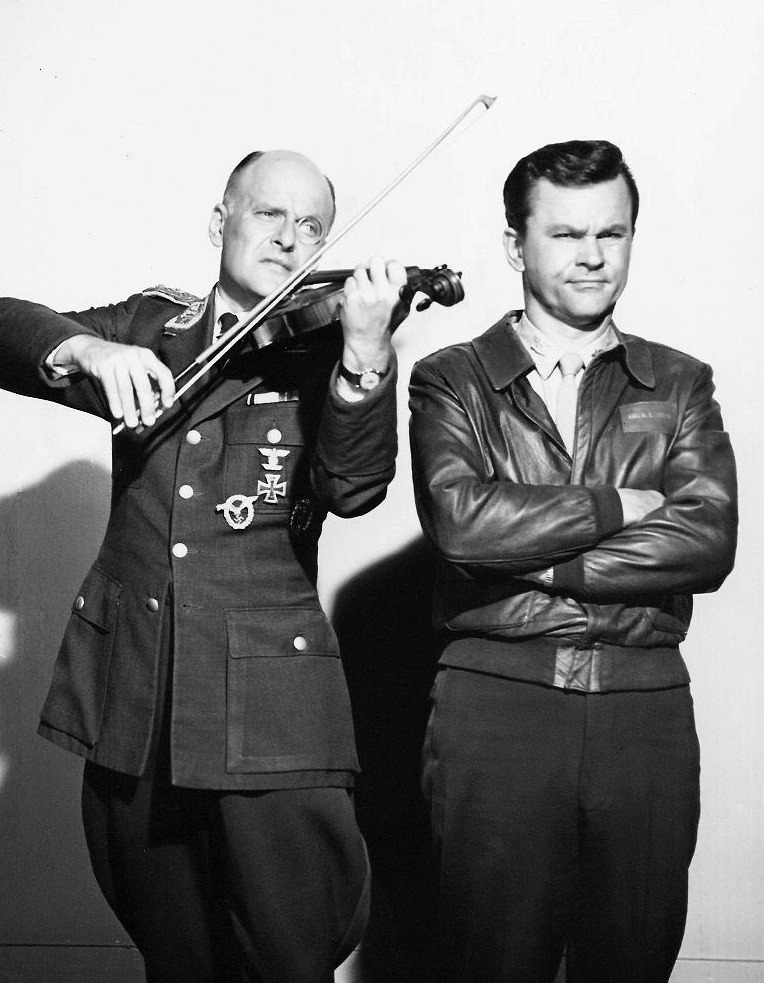
Werner Klemperer dan le rôle du colonel Klink aux côtés de Bob Crane en colonel Hogan.

Le colonel (Oberst) Wilhelm Klink est un ancien officier de la Luftwaffe, junker descendant de l'aristocratie prussienne ; c'est un arriviste. Il est né à Leipzig dans les années 1890 et a étudié au Gymnasium (lycée) de Düsseldorf (43e diplôme de sa classe). Après avoir échoué aux examens d'entrée pour étudier le droit et la médecine, il a obtenu un rendez-vous auprès de l'empereur allemand, Guillaume II grâce à l'influence de son oncle, le barbier du Bürgermeister. Il a été classé à la 95e place et il est le seul de sa promotion qui n'a pas atteint le grade de général. Toutefois, lors d'une conversation avec le colonel Hogan, le colonel Klink signale que beaucoup de ses camarades de classe de rang supérieur ont été tués au combat ou fusillés par Hitler.
Il se vante fréquemment dans chaque épisode tout au long de la série à ses supérieurs, aux invités et aux nouveaux prisonniers que personne n'a jamais réussi à s'enfuir du « Stalag 13 », le seul camp de prisonniers qui a toujours gardé ses prisonniers alors que les autres ont toujours eu des évasions réussies.
Il a un équipement d'escrime dans sa salle à manger et porte un monocle. Dans un épisode où il pense devenir riche, il affirme que non seulement l'origine de son nom remonte a 500 ans, mais que désormais, il aura la fortune qui va avec. Aviateur vétéran de la Première Guerre mondiale, Klink vit de manière heureuse la fin de sa carrière militaire, dans le confort et la sécurité relatifs inhérents à un poste de commandant de camp de prisonniers, bien que dans un épisode, il a émis le souhait de piloter de nouveau un bombardier Heinkel. Il a végété au grade de colonel pendant 20 ans avec un taux d'efficacité de trois points au-dessus de « misérable » (saison 1, épisode 4). Dans un épisode, Klink tente de flatter Schultz, homme d'affaires dans la vie civile, dans l'espoir d'être embauché comme gardien dans son usine de jouets (la plus grosse d'Allemagne) à la fin de la guerre. Klink est dépeint comme vaniteux, maladroit, bureaucrate, égoïste, plutôt que comme un mauvais nazi. Klink est aisément manipulable, une faille que ne manque pas d'exploiter Hogan ; cependant, Klink ne remarque rien, même si parfois il se demande qui est vraiment à la tête du stalag 13. Pour ce faire, Hogan a recours à la flatterie et joue avec les craintes de Klink d'être envoyé sur le glacial et sanglant front de l'Est ou d'être traîné devant la Gestapo. Klink n'est guère apprécié par les soldats du camp ; lorsque la Gestapo voudra le faire fusiller pour trahison, les 82 soldats du camp se porteront volontaires pour le peloton (dont deux déserteurs revenus après avoir appris la nouvelle).
Dans l'épisode Un ange au Stalag (saison 1, épisode 30), le général Burkhalter explique à Klink qu'une alliance avec une famille influente pourrait favoriser sa promotion au grade supérieur. Or, la sœur de Burkhalter, qui est veuve, ainsi que sa nièce, arriveront bientôt au stalag 13. Klink se verrait bien épouser la jolie nièce de Burkhalter avant de découvrir que celui-ci lui destine sa rude et corpulente sœur, Frau Linkmeyer, qui devient alors le pire cauchemar de Klink. Il échappe de justesse à ce sort avec l'aide du colonel Hogan qui lui suggère de se faire muter en Russie. Quelques épisodes plus tard, nous apprendrons que deux autres commandants de stalags sous le contrôle de Burkhalter ont également échappé à ce mariage. Dans l'épisode On a enlevé le commandant (Saison 4, épisode 15), Klink est dénigré par les deux camps : par la Résistance (parce qu'il n'est pas assez gradé pour être échangé avec le leader de groupe de la Résistance) et par la Gestapo (parce qu'il est soupçonné d'être lié au super-espion « Nimrod »).
Pendant la Première Guerre mondiale, Klink a reçu la citation au Mérite-deuxième classe (décoration fictive) des mains du général Stauffen ; un jour, ce général vient visiter le stalag 13 pour obtenir de Hogan une mallette remplie d'explosifs, dans le cadre d'un complot pour assassiner Adolf Hitler, le tout sous les yeux méfiants de Klink. Ce genre de situation est typique des scénarios dans lesquels Hogan se joue de Klink. L'un des gags récurrents de la série est Klink se faisant asperger le visage par de l'eau ; un autre gag récurrent est Klink campé en violoneux, seulement capable de jouer l'hymne de l'USAF (en réalité, Werner Klemperer était un violoniste qualifié, fils du célèbre chef d'orchestre Otto Klemperer).
Sergent Schultz

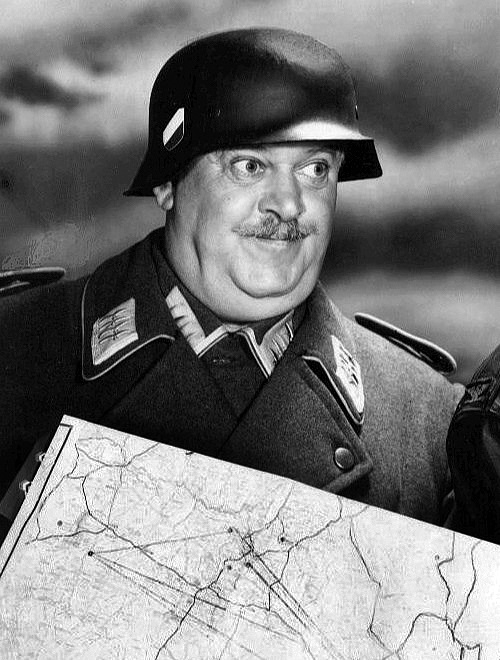
John Banner dans le rôle du sergent Schultz.

Le sergent Hans Georg Schultz, numéro de matricule 23781, est un sous-officier de la garde du camp. Il est appelé sergent dans la version française, mais est en fait adjudant-chef (Oberfeldwebel en allemand). C'est son personnage qui a inspiré le changement de nom de la version française de la série. De forte corpulence, il est maladroit et très peu militaire, mais il a fondamentalement bon cœur ; il est au courant de la plupart des activités secrètes des prisonniers (évasions, espionnage, sabotage), mais il regarde tout simplement ailleurs en répétant : « Je n'entends rien, je ne vois rien, je ne sais rien ! » ou tout simplement « Je ne sais rien à rien ! » afin d'éviter d'être blâmé ou surtout expédié sur le front de l'Est, il aide même le groupe à plusieurs reprises (comme cacher un radar volé, se faire passer pour un haut gradé ou indiquer l'emplacement de certains sites sensibles). Quand les prisonniers doivent effectuer une mission que Schultz pourrait faire capoter par dénonciation auprès de son supérieur, le colonel Hogan n'hésite pas à utiliser le soudoiement, avec des denrées provenant des colis de la Croix-Rouge. La gourmandise de Schultz est portée au paroxysme avec ce personnage : il est friand de Strudel et de Pumpernickel. Bien que généralement présenté comme incompétent, il a parfois fait preuve de courage, comme on peut le voir dans l'épisode On file à l'anglaise (Saison 3, épisode 5), où il rattrape Hogan tentant d'aider un homme à s'échapper ; il va même jusqu'à pointer son arme sur Hogan. Schultz, dans la sixième saison, reçoit une promotion temporaire au grade de commandant du stalag 13. Dans l'épisode Commandant Schultz (Saison 6, épisode 7), Burkhalter apporte une ordonnance de Berlin à tous les stalags de la Luftwaffe pour commencer la formation des agents par leurs plus hauts gradés. Schultz fait si bien le travail que Hogan et Klink doivent unir leurs forces pour discréditer Schultz et obtenir son retour au grade de sergent de la garde. Dans un autre épisode Cinéma (Saison 5, épisode 1), un cinéaste prétentieux faisant des films pour l'armée de l'air américaine (son contrat stipule que s'il est capturé, il peut être échangé contre trois généraux), est envoyé au stalag 13 où il tourne une propagande cinématographique avec Schultz en commandant et Klink en sous-officier. Le réalisateur a distribué les rôles en s'appuyant sur le fait que Schultz a une stature plus imposante et plus de charisme que Klink.
Comme le colonel Klink, il est vétéran de la Première Guerre mondiale. Sa ville natale est Heidelberg et, dans le civil, il est propriétaire de la plus grande usine de jouets d'Allemagne, les Jolis Jouets Allemands (la Schatzi Toy Company, dans la version originale). Dans la version allemande, il s'agit d'une fabrique de lingerie, la Schatullenkrönung. Au début de la guerre, Schultz est de nouveau mobilisé et perd le contrôle de son usine de jouets qui est convertie pour un usage militaire. Il a une femme, Gretchen (jouée par Barbara Morrison dans la saison 2, épisode 24) et cinq enfants qu'il ne voit que rarement, lors de ses permissions. Selon LeBeau, Schultz est un social-démocrate, dont le parti a été interdit par les nazis en 1933. Schultz est fréquemment écœuré par les nazis en général et par Hitler en particulier.
Schultz porte un fusil Krag-Jørgensen qu'il ne charge jamais et qu'il a tendance à égarer ou même à confier aux prisonniers quand il a besoin d'utiliser ses deux mains (« Rends-moi mon fusil ou je tire ! »). Il a la Croix de Fer 2e classe (saison 2, épisode 6) décernée par le général Kammler, un ami de la Première Guerre mondiale, qui appelle Schultz par son prénom, tandis que Schultz l'appelle lieutenant Kammler. Schultz a besoin de lunettes pour lire et est décrit par Klink comme étant « dans la quarantaine ». En réalité, Banner approchait la soixantaine.
Fräulein Helga et Fräulein Hilda
Ce sont les secrétaires successives du colonel Klink. Fräulein Helga comme Fräulein Hilda ont flirté avec le colonel Hogan. Toutes deux ont également assisté Hogan et ses hommes de diverses manières, y compris par la révélation d'informations, l'accès à des documents officiels, la fourniture d'équipements ou encore le service de manucure chez le barbier de la Résistance. Dans l'épisode Le radar général (Saison 1, épisode 24), LeBeau, sous prétexte de photos pour Hollywood, distrait l'attention du garde d'un mirador en faisant poser Fräulein Helga en maillot et drap de bain sur les marches des bureaux de Klink.
Général Burkhalter
Le général (General der Infanterie) Albert Hans « Hansy » Burkhalter est le supérieur direct de Klink dont il supporte difficilement les bavardages et l'incompétence. La confusion du général Burkhalter à propos de Klink est un gag récurrent de la série ; un autre gag récurrent est qu'il échoue toujours à remarier sa sœur aux différents gradés qui préfèrent souvent être mutés volontairement sur le front de l'Est pour échapper au mariage. Il lui ordonne souvent de se taire et le menace fréquemment de l'envoyer sur le front russe, sans en avoir vraiment l'intention. En effet, étant incapable de discerner ce qui se passe réellement au stalag 13, Burkhalter considère ce camp comme exemplaire. Bien qu'au fil des épisodes, Burkhalter finisse par soupçonner Hogan d'être un prisonnier moins exemplaire qu'il n'y paraît, il préfère le ménager, au cas où le régime nazi serait renversé. Burkhalter semble mener une existence spartiate, comme tout bon officier allemand, mais en réalité, il aime la bonne vie même en temps de guerre. Burkhalter est promu général par le haut commandement entre les premier et deuxième épisodes. Son rang est équivalent à celui de général quatre étoiles dans les forces américaines.
Major Hochstetter
Le major Wolfgang Hochstetter appartient à la Gestapo. C'est un nazi convaincu qui ne comprend pas que Hogan puisse faire de fréquentes irruptions dans le bureau de Klink. Hochstetter demande souvent à Klink, à propos d'Hogan « Qui est cet homme ? » puis, d'une voix de plus en plus stridente, « Qu'est-ce que cet homme fait ici ? ». Klink le redoute, mais Burkhalter, qui méprise Hochstetter comme Klink, ne le craint pas. Dans La guerre est finie (Saison 3, épisode 21), Hogan suggère à Hochstetter de prêter sa voiture à des dirigeants de la Résistance, supposés être des responsables de l'industrie, qui l'utilisent pour s'échapper quand les supérieurs de Hochstetter arrivent. Tout au long de la série, l'insigne de grade que porte le major Hochstetter est celui d'un standartenführer SS qui se traduit par oberst (colonel) dans la Wehrmacht.

## Épisodes
La série Papa Schultz compte 6 saisons comprenant chacune de 24 à 32 épisodes, pour un total de 168 épisodes. Le pilote, intitulé L'Informateur, est tourné en noir et blanc, et il est le seul à n'avoir jamais été doublé en français. Les 167 autres épisodes ont été tournés en couleur.

## Diffusion en France
En France, la série a été diffusée à partir du 29 juin 1987 sur Canal+ sous le titre Stalag 13, ainsi que dès 1986 jusqu'en 1994 sur RTL Télévision puis RTL TV ou encore Humour (La Chaîne du Câble jusqu'en janvier 1991), entre Stalag 13 et Papa Schultz, et en Belgique dès 1987 sur RTL-TVI jusqu'en décembre 1994 sur Club RTL dès 1995 et sur Plug TV dès 2004.
Elle a été rediffusée sous le titre Papa Schultz à partir du 3 janvier 1991 sur M6, de 2006 à 2009 sur RTL9 puis aussi Virgin 17 du 4 janvier au 28 août 2010. Elle a enfin été rediffusée sur Direct 8 du 1er septembre 2010 au 12 juillet 2011 puis du 24 août 2011 au 23 décembre 2011 et du 22 mars jusqu'au 29 juin 2012 puis en version remasterisée sur Paramount+.[réf. nécessaire]

## Commentaires
- L'acteur vedette Bob Crane a été assassiné le 29 juin 1978. Son meurtre n'a jamais été élucidé.
- L'épisode pilote L'informateur n'existe pas en version française ; il est en noir et blanc alors que tous les autres épisodes sont en couleur.
- Malgré quelques coïncidences (dont le nom du « sergent Schultz » et le caractère du commandant), la série Papa Schultz (Hogan's Heroes) n'est pas inspirée du film Stalag 17 de Billy Wilder (1953).
- Le second titre français fait référence au surnom du personnage interprété par Francis Blanche, « Papa Schulz », dans le film Babette s'en va-t-en guerre, avec Brigitte Bardot et Jacques Charrier. Un Stalag XIII a existé dans le nord de la Bavière près de la ville de Hammelburg, nom du lieu où est censée se dérouler l'intrigue de la série. C'est bien le nom du lieu dans la version originale, remplacé par « Hemmilburg » dans la version française. Selon la presse de l'époque, le titre de la série aurait été modifié en 1991 par le directeur général de M6, Nicolas de Tavernost et le président de M6, Jean Drucker, à la fois pour mieux refléter le caractère comique de la série et par respect pour les anciens prisonniers des stalags, en particulier du véritable Stalag XIII.
- Le 2 juillet 2003, au Parlement européen, le Premier ministre italien Silvio Berlusconi a critiqué le député européen de nationalité allemande Martin Schulz en raison de sa politique intérieure. Berlusconi faisait allusion à la série Hogan's Heroes et au sergent Hans Schultz[4],[5],[6] : « Monsieur Schulz, en Italie, un producteur est en train de faire un film sur les camps de concentration nazis… Je vous proposerai comme kapo. »
- Les décors de la série ont servi peu après pour tourner d'autres films, dont Ilsa, la louve des SS de Don Edmonds (de) en 1975.

## Récompenses
- Emmy Award 1968 : Meilleur acteur dans un second rôle dans une série comique pour Werner Klemperer.
- Emmy Award 1969 : Meilleur acteur dans un second rôle dans une série comique pour Werner Klemperer.

## Œuvres liées
- Sur le pont, la marine ! (McHale's Navy), une sitcom américaine de 1962 qui raconte les aventures de l'équipage d'un patrouilleur naval durant la Seconde Guerre mondiale.
- Le film de Paul Schrader Auto Focus, sorti en 2003, retrace l'histoire de Bob Crane, de son succès et de son déclin.